# Kalcium-nitrid
A kalcium-nitrid vörösbarna, szilárd kristályos anyag, képlete Ca3N2. Nitrid- (N3−) és kalciumionok (Ca2+) alkotják. Leggyakoribb formája az α-módosulat. Az anti-bixbyit rácsú kalcium-nitrid szerkezete hasonlít a mangán(III)-oxidéhoz (Mn2O3), csak benne kalciumionok (Ca2+) vannak az oxidionok, és nitridionok (N3−) a mangánionok helyén.
A kalciumot levegőn elégetve kalcium-oxid (CaO) és kalcium-nitrid keletkezik. Az elemek közvetlen reakciójával elő lehet állítani:
3 Ca + N2 → Ca3N2
Reagál a levegő nedvességével, ekkor kalcium-hidroxid és ammónia keletkezik:
Ca3N2 + 6 H2O → 3 Ca(OH)2 + 2 NH3
Ez a reakció vízben is végbemegy.
350 °C-on reakcióba lép a hidrogénnel:[forrás?]
Ca3N2 + 2 H2 → 2 CaNH + CaH2

## Fordítás
Ez a szócikk részben vagy egészben  a   Calcium nitride című angol Wikipédia-szócikk fordításán alapul.  Az eredeti cikk szerkesztőit annak laptörténete sorolja fel. Ez a jelzés csupán a megfogalmazás eredetét és a szerzői jogokat jelzi, nem szolgál a cikkben szereplő információk forrásmegjelöléseként.